# Хамза-бей
Хамза-бей (тур. Hamza Bey; ? — убит в 1462 году) — османский военачальник, служивший султанам Мехмеду I, Мураду II и Мехмеду II. Брат великого визиря и лалы Мехмеда I, Амасьялы Баязида-паши. Казнён вместе с отрядом из 20 тысяч солдат Владом Цепешем.

## Биография

### Происхождение
Происхождение Хамзы доподлинно не известно. Даже современники выдвигали разные версии. Историк Дука, утверждал, что брат Хамзы, Баязид, имел албанское происхождение и был рабом. Фр. Скаламонти писал, что Хамза по национальности грек.  Мустафа Вазих-эфенди (1764—1831), историк из Амасьи, считал брата Хамзы боснийцем.  
Шарль Шефер выдвигал предположение, что отцом Хамзы был Фируз-бей, санджакбей Анталии. Касым Байкал писал, что Хамза  был сыном некоего Чалы-бея, санджакбея Галлиполи. Али Зия Топач в своей монографии о Хамза-бее утверждал, что отца Хамзы звали  Синан-бей. Ашикпашазаде и Мустафа Нури-паша писали, что Хамза - сын дяди Скандербега по отцу. И. Узунчаршилы полагал, что Хамза-бей был сыном Репоша, брата Скандербега.   
Выводы можно делать из того, что  братом Хамзы был великий визирь Амасьялы Баязид-паша. Относительно происхождения Баязида высказывались предположения, что он получил прозвище «Амасьялы», что означает «из Амасьи», поскольку родился в городе Амасья .  В вакуфных документах имарета, построенного братом Хамзы в Амасье, указано имя его отца — Яхши-бей. Согласно Хусейну Хусамеддину, автору «Истории Амасьи»,  Яхши-бей был уроженцем Амасьи и потомком эмира Сейфеддина Сунгура, умершего в начале четырнадцатого века. Источники Х. Хусамеддина неизвестны, однако косвенно принадлежность братьев к одной из знатных семей региона подтверждается тем, что Баязид был назначен лалой Мехмеда Челеби.  
Есть предположение, что родился Хамза в 1385/86 году.

### Начало карьеры
Впервые Хамза-бей упоминается в связи с Ангорской битвой. Хамза участвовал в ней как солдат под командованием своего брата, Баязида-паши, и помогал брату вывести из боя и спасти Мехмеда Челеби. В это время он был совсем юн. В период междуцарствия Хамза воевал вместе с Баязидом на стороне Мехмеда Челеби.
В 1421 году, когда Баязид-паша безуспешно пытался помешать Лже-Мустафе захватить Эдирне, османские войска проиграли битву Мустафе и Баязид и Хамза попали в плен. Баязид был казнён по настоянию союзника Мустафы, Джунейда Измироглу, поскольку между ними были личные счёты. Хамзу Джунейд пощадил «из-за его молодого возраста», как писал Дука.
Когда Хамза был назначен бейлербеем Анатолии через три года в 1424 году, он победил Джунейда, занял его владения, захватил его и его семью в плен. Джунейд, его сыновья и брат были казнены, возможно, по приказу Хамзы. Османист И. Меликофф утверждала, что заключенные были казнены не Хамзой-беем, которого Джунейд когда-то пощадил, а женатом на племяннице Хамзы Халилом Яхши, сестру которого Джунейд убил. Такая версия была изложена впервые у османского историка XV века Мехмеда Нешри. После победы над Джунейдом Хамзу стали называть «Завоеватель Измира» (тур. İzmir fatihi).
В 1430 году султан вызвал Хамзу из Анатолии в Серез и назначил Хамза-бея командующим армии, поручив захватить Салоники. Хамза-бей осадил город и велел с помощью стрел отправлять за стены послания, призывавшие жителей сдаться, обещая, что их жизнь и имущество не пострадают. После сорокадневной осады Хамза занял город.
После обрезания старшего сына султана, Алаэддина, тот был отправлен санджакбеем в Амасью. Его сопровождал как наставник Хамза. В Бурсу Хамза вернулся через три года, после того, как Алаэддин умер в 1443 году. Похороны принца организовывал тоже Хамза.
В 1453 году Хамза-бей был назначен командующим флота во время завоевания Константинополя; заменив Сулеймана Балтоглу, после того, как 20 апреля три генуэзские галеры и византийский транспортный корабль прорвали османскую блокаду города. В день штурма, 29 мая, войска Хамзы не смогли разрушить стены, однако в целом османское нападение было успешным. Вскоре захватчики начали грабить город, в результате чего несколько генуэзских галер и несколько дромонов покинули порт Константинополя. Хамза-бей войти в Золотой Рог, где он атаковал несколько греческих кораблей, которые ещё не скрылись.
Хамза-бей оставался командующим Османским флотом до 1456 года. После захвата Константинополя ему было поручено завоевание островов Эгейского моря; Имброс, Лемнос и Фасос сдались османам. Однако, остановленный госпитальерами с Родоса, Хамза не смог покорить оставшуюся часть Эгейского моря, оставив христианские силы пути из новой столицы в Средиземное море.
Затем Хамза был санджакбеем Фессалии. В 1459 году по приказу Мехмеда он совершил поход на Пелопоннес. Причиной кампании было беспокойство Мехмеда по поводу дел в деспотате Морея, где братья Деметрий Палеолога и Фома Палеолог никак не могли достигнуть соглашения. Хамзе было приказано наказать виновных. Губернатор Мореи Тураханоглу Омер-бей, по мнению султана, не справлялся с ситуацией, он был лишен своего поста и владений в Фессалии, а его зять, Ахмед-бей, назначенный губернатором Мореи вместо него, вместе с Хамзой прибыл на Пелопоннес. Кампания, начатая Хамзой, была закончена в 1560 году Махмудом-пашой.

### Смерть
В 1462 году Хамза был беем Никопола. Влад Цепеш перестал платить дань, и Мехмед послал к нему Фому Катаволеноса, своего секретаря, чтобы её потребовать и собрать. Во главе армии, которой было поручено охранять посланника, Хамза-бей отправился в Валахию. Он и его войско попали в засаду Влада Цепеша (Дракулы) и были пленены. Вместе со своими людьми и посланником Хамза был посажен на кол Владом, ему была оказана сомнительная честь иметь самый высокий кол. По словам Халкокондила, Мехмед настолько вышел из себя от гнева, услышав весть об этом, что ударил великого визиря Махмуда-пашу, сообщившего ему новость.
Бертрандон де ла Брокьер, посетивший Анатолию в 1432/33 году, назвал Хамзу «очень доблестным» человеком. По словам путешественника, доход Хамзы составлял 50 тысяч дукатов.
Хамза-бей был набожным и скромным человеком, несмотря на высокие посты, никогда не был надменным и избегал притворства. Свою долю добычи после войн он тратил на благотворительность, во всех местах службы он строил мечети, медресе, фонтаны, имареты.

## Семья
Отец: Амасьялы Яхши-бей.
Брат: Амасьялы Баязид-паша.
Сестра: Хафса-хатун. Она была ещё жива в 1480 году. Больше сведений нет.
Жена: Хатидже-ханым. Кроме имени, сохранившегося на захоронении, о ней ничего не известно. В 1432 году в Дамаске Бертрандон де ла Брокьер встретил «Турецкую даму, родителем которой был Великий Турок», а мужем — «Камуссат байша» (фр. Camussat bayscha), «самый выдающийся губернатор в Турции». 
Дочь: Хатидже. Вышла замуж за Сулеймана-бея.  Она построила мечеть Хамза-бей в Салониках в 1467 году, в вакуфных документах сохранилось её имя.
Дочь.
Сын: Яхши-бей. Он был женат на  Эслеме-хатун, дочери великого визиря Чандарлы Халила-паши. В этом браке родились Айше, Али, Хафиз и Халил.
Сын: Мехмед-бей. У Мехмеда было в свою очередь три сына: Кара Мустафа-паша, Хамза Бали-бей (ум. 1493 ) и Халил-челеби. Из них выдающейся была карьера Кара Мустафы-пашы, который был визирем, вали Амасьи, а затем Мехмед II назначил его лалой шехзаде Баязида, на дочери которого впоследствии Мустафа-паша женился.  
После кампании Мехмеда II в Валахии сыновья Хамзы доставили тело отца в Бурсу и похоронили в комплексе, который он построил. Комплекс, который все ещё существует сегодня, состоит из мечети и нескольких тюрбе, в том числе Хамзы и его семьи.